# خبرگزاری صدای افغان
خبرگزاری صدای افغان (آوا) نخستین رسانهٔ خصوصی افغانستان است که پس از سقوط طالبان و برسرکار آمدن حاکمیت نو، در ۲۶ حوت سال ۱۳۸۰ توسط سید عیسی حسینی مزاری در شهر کابل تأسیس گردیده است. این رسانه پیش از این با نام مؤسسهٔ فعالیت‌های سیاسی فرهنگی تبیان فعالیت می‌کرد.
این خبرگزاری، اولین رسانه افغانستانی است که در خارج از کشور، دفتر نمایندگی داشته و بخش مهم اخبار خارجی خود را از طریق دفاتر نمایندگی در ایران، در شهرهای مشهد، تهران و قم به دست می‌آورد.